# Seredîne, Semenivka
Seredîne (în ucraineană Середине) este un sat în comuna Zaiiciînți din raionul Semenivka, regiunea Poltava, Ucraina.

## Demografie
Componența lingvistică a localității Seredîne
     Ucraineană (93,75%)
     Rusă (4,17%)
     Română (2,08%)
Conform recensământului din 2001, majoritatea populației localității Seredîne era vorbitoare de ucraineană (93,75%), existând în minoritate și vorbitori de rusă (4,17%) și română (2,08%).